# Baltic Offshore
Baltic Offshore Kalmar AB är Sveriges enda företag specialiserat på utläggning, underhåll och reparation av sjökabel. Företaget grundades 1973. Företagets huvudkontor ligger i Kalmar.

## Historik
Ursprungligen bedrevs sjökabelverksamheten av dåvarande Televerket, men efter bolagiseringen övertogs verksamheten av Swedia Networks som sedermera köptes av Eltel Networks. Då Eltel beslöt sig för att upphöra med sjökabelhantering tog man över kabelutläggningsfartyget C/S Pleijel år 2006.
År 2010 tog man över kabelfartyget C/S Wartena från Karlskrona kommun som dittills ägt och använt fartyget för utbildning vid Törnströmska gymnasiet. Utbildningen fortsatte genom ett samarbetsavtal mellan kommunen och Baltic Offshore. C/S Wartena skrotades 2018.
År 2014 utsåg Dagens Industri Baltic Offshore AB till årets Gasellvinnare då företaget under de tre tidigare åren hade en tillväxt på 285%
1 juli 2016 förvärvade Baltic Offshore AB 45% av bolaget Seaworks Kabel AS i Norge. 
Samarbetet med Seaworks Kabel har lett till att fartyg och personal delvis samutnyttjats och sedan 2023 har C/S Nordkabel från Seaworks Kabel AS varit stationerad i Kalmar tillsammans med C/S Pleijel.

## Flotta
- C/S Pleijel